# American McGee

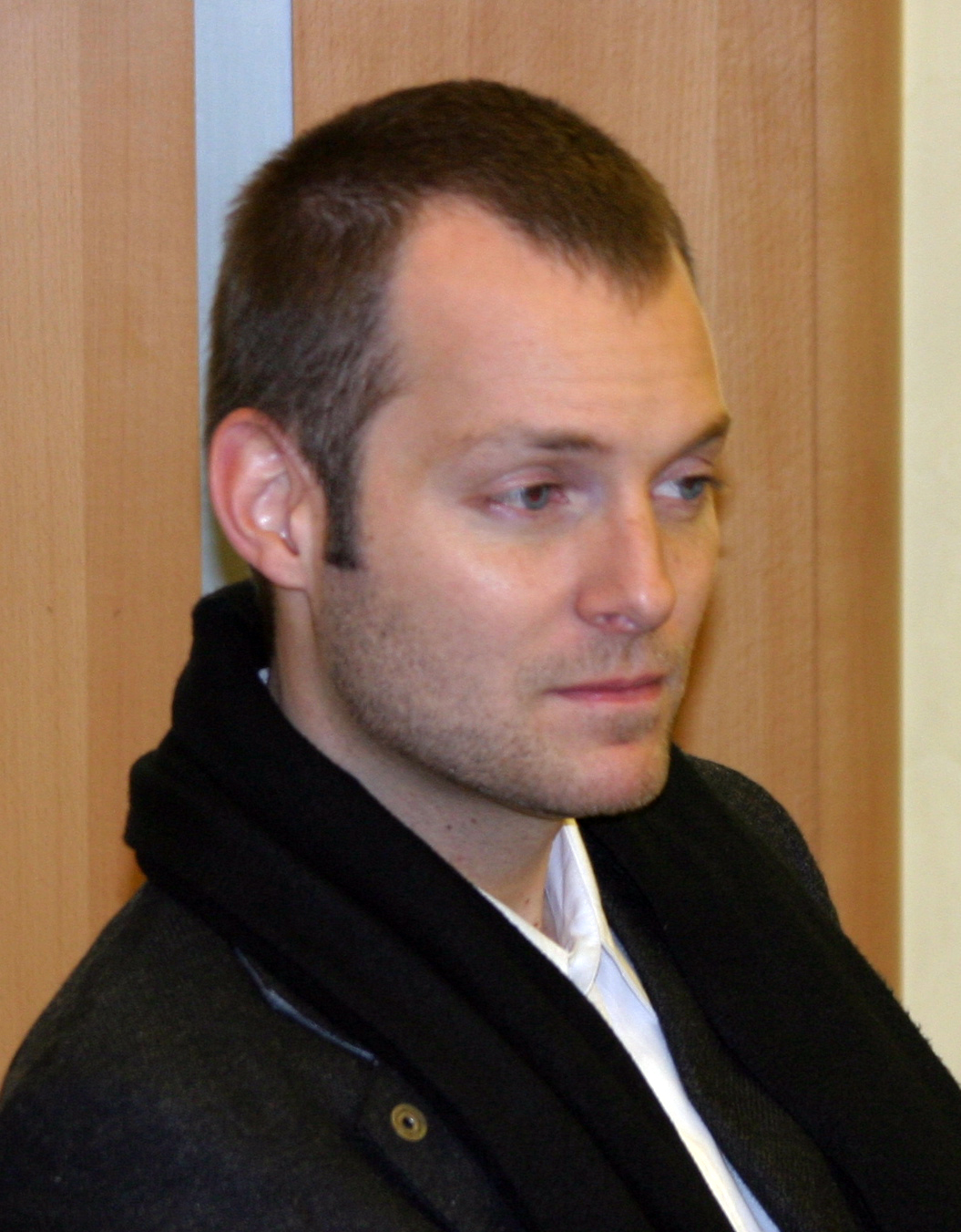
American McGee

American James McGee (ur. 13 grudnia 1972) – amerykański projektant gier komputerowych.
Karierę rozpoczął w id Software w roku 1994, gdzie pracował jako programista, projektant poziomów i dźwiękowiec, przyczyniając się do powstania gier Doom II, Quake oraz Quake II. W 1998 przeniósł się do Electronic Arts, gdzie został konsultantem wielu projektów, m.in. The Sims. Stworzył także własną grę, American McGee’s Alice, przedstawiającą makabryczną wersję baśni o Alicji w krainie czarów. Wkrótce potem opuścił Electronic Arts i założył firmę The Mauretania Import Export Company. Następne produkcje firmowane jego nazwiskiem to Scrapland i Bad Day L.A.
W 2007 roku wraz z Anthonym Jacobsonem i Adamem Langiem założył studio Spicy Horse. Pierwszym tytułem studia była seria minigier - American McGee’s Grimm stworzona ekskluzywnie dla serwisu GameTap. Seria składała się z 23 cotygodniowych epizodów podzielonych na trzy sezony. Pierwszy z nich ukazał się 31 lipca 2008 roku, ostatni 24 kwietnia 2009. Dwa lata później 14 czerwca 2011 studio wypuściła kontynuację Alice o tytule Alice: Madness Returns.
We wrześniu 2017 ogłoszono prace nad trzecią częścią serii Alice - Alice: Asylum. McGee i reszta zespołu rozpoczęła prace nad tytułem od stworzenia szczegółowego dokumentu zawierającego rysunki, opisy mechanik, przebieg fabuły i plany finansowe. 7 kwietnia 2023 roku ogłoszono ostateczne anulowanie projektu.